# Coryphantha compacta
Coryphantha compacta (укр. Коріфанта щільна, коріфанта компакта) — сукулентна рослина з роду коріфанта (Coryphantha) родини кактусових (Cactaceae).

## Історія

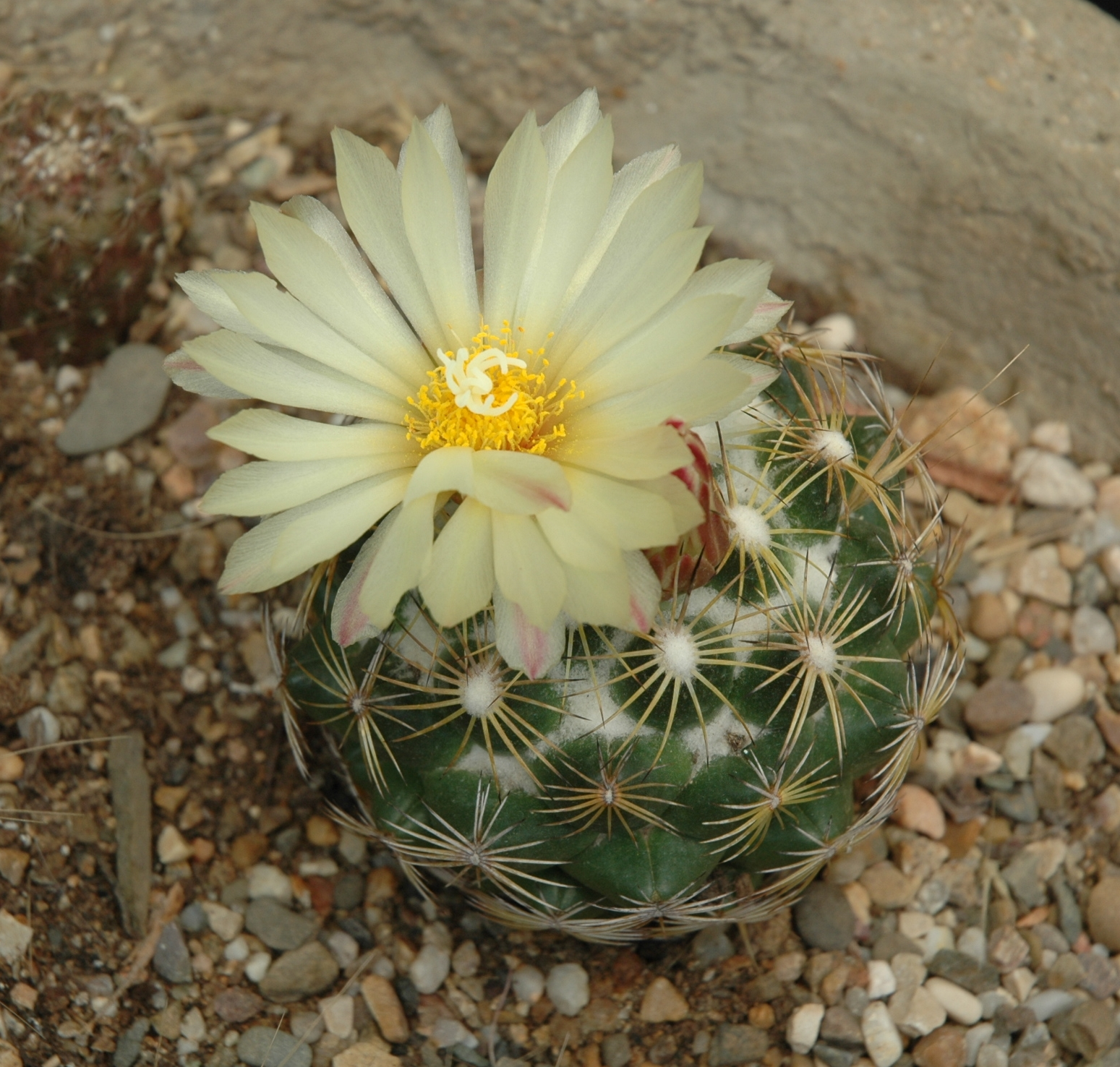
Квітуча Coryphantha compacta

Вид вперше описаний як Mammillaria compacta американським ботаніком німецького походження Джорджем Енгельманном (англ. George Engelmann, 1809—1884) у 1848 році у виданні англ. «Memoir of a Tour to Northern Mexico: connected with Col. Doniphan's Expedition in 1846 and 1847». У 1923 році англійський ботанік Натаніель Лорд Бріттон (англ. Nathaniel Lord Britton; 1859—1934) і американський ботанік Джозеф Нельсон Роуз (англ. Joseph Nelson Rose; 1862—1928) віднесли цей вид до роду Coryphantha.

## Етимологія
Видова назва походить від лат. compactus — «компактна, щільна» через щільні, переплетені колючки.

## Ареал і екологія
Coryphantha compacta є ендемічною рослиною Мексики. Ареал розташований у штатах Дуранго та Чіуауа. Рослини зростають на висоті від 1400 до 2400 метрів над рівнем моря на схилах Західної Сьєрри-Мадре в соснових лісах та на луках.  У цій же місцевості можна знайти інші кактуси, такі як: Mammillaria wrightii, Mammillaria gummifera, Erythrina americana та Nolina texana. 

## Морфологічний опис
| Орган              | Опис                                                                 |
| ------------------ | -------------------------------------------------------------------- |
| Тіло               | одиночне, притиснуто-кругле, до 6 см заввишки, до 5-8 см в діаметрі. |
| Коріння            |                                                                      |
| Стебло             |                                                                      |
| Епідерміс          |                                                                      |
| Верхівка           |                                                                      |
| Ареоли             |                                                                      |
| Аксили             |                                                                      |
| Соски              | 13-21.                                                               |
| Центральні колючки | частіше відсутні.                                                    |
| Радіальні колючки  | 14-16, жорсткі, прилеглі, 1-2 см завдовжки, білуваті.                |
| Квіти              | близько 2 см завдовжки і 3,5 см в діаметрі, жовті.                   |
| Бутони             |                                                                      |
| Зовнішні пелюстки  |                                                                      |
| Внутрішні пелюстки |                                                                      |
| Тичинки            |                                                                      |
| Рильця             |                                                                      |
| Маточка            |                                                                      |
| Плоди              |                                                                      |
| Насіння            |                                                                      |

## Чисельність, охоронний статус та заходи по збереженню
Coryphantha compacta входить до Червоного списку Міжнародного союзу охорони природи видів, з найменшим ризиком (LC).
Це широко поширений і рясний вид. Поточна тенденція чисельності популяції стабільна. 
Зміна землекористування для сільського господарства місцями може становити загрозу, але наразі суттєво не впливає на чисельність рослин.
Coryphantha compacta'' зустрічається в біосферному заповіднику Ла-Мічілія (ісп. Reserva de la biosfera La Michilía).
Охороняється Конвенцією про міжнародну торгівлю видами дикої фауни і флори, що перебувають під загрозою зникнення (CITES).

## Використання та торгівля
Хоча цей вид можна вирощувати у спеціалізованих колекціях, він не є широко популярним як декоративний. Вважається, що він має лікувальні властивості.